# Common Voice
Common Voice es un proyecto de crowdsourcing iniciado por Mozilla para crear una base de datos gratuita para software de reconocimiento de voz. El proyecto cuenta con el apoyo de voluntarios que graban frases de muestra con un micrófono y revisan las grabaciones de otros usuarios. Las frases transcritas se recopilan en una base de datos de voz disponible bajo la licencia de dominio público CC0. Esta licencia garantiza que los desarrolladores locales puedan utilizar la base de datos para aplicaciones de voz a texto sin restricciones ni costos.
A mediados de 2024, el corpus de Common Voice contiene alrededor de 30 000 horas de audio con sus respectivas transcripciones y abarca 120 lenguajes, incluyendo lenguas como el catalán, el guaraní y el italiano.
Nvidia, la Fundación Bill y Melinda Gates, la Sociedad Alemana para la Cooperación Internacional y el Ministerio Británico de Asuntos Exteriores y de la Commonwealth apoyan el proyecto desde 2021.

## Origen del nombre
El nombre “Common Voice” proviene del inglés y significa “voz común”. Mozilla eligió el nombre basándose en Creative Commons, que se remonta a la idea básica común de propiedad común.

## Objetivos
El objetivo de Common Voice es recopilar diversas muestras de voz. Según Katharina Borchert, directora de innovación de Mozilla, muchos proyectos de reconocimiento de voz existentes han tomado sus datos de la radio pública, y los conjuntos de datos tradicionales tienden a representar insuficientemente a las mujeres y a las personas con acento minoritario.